# Климат Ялты
Ялта находится приблизительно на одной географической широте с известными итальянскими портами и курортами Генуей и Равенной.
Ялта находится в центре Южного берега Крыма и является одним из самых тёплых мест Крыма (вместе с Кореизом, Гаспрой, Курпатами, Ореандой и Ливадией).
Здесь также в целом господствует средиземноморский климат (Csa), однако на территории городского округа метеорологи выделяют 2 климатическиe подзоны, в зависимости от высоты над уровнем моря, влажности и количества осадков. На высотах до 300 м выше уровня моря климат характеризуется как Западный Южнобережный, субтропический средиземноморский засушливый, жаркий, с умеренно тёплой зимой; на высотах выше 300 м наличествует тип, описываемый как Западный южного склона главной гряды Крымских гор, влажный, с мягкой зимой. Здесь количество осадков резко увеличивается, повышается и влажность воздуха. Солнце в Ялте сияет в среднем 2250 часов в году — это примерно столько же, сколько в Сочи, больше, чем в Кисловодске (2100 ч), но меньше, чем в Алуште, Судаке, Феодосии (2350 ч), Евпатории (2450 ч), в Ницце, Каннах, Сан-Ремо и других средиземноморских курортах (2500—2700 ч). В тёплое время года днём с моря дуют бризы, к вечеру — с гор в сторону моря. Тёплый береговой бриз часто несёт с гор едва уловимый запах хвои. Благодаря этому воздух в каменной чаше, где расположена Ялта, всегда чист, насыщен морскими солями и лесным ароматом. Море, нагретое за лето, долгое время сохраняет довольно высокую температуру воды и нагревает воздух на побережье. Влажность воздуха в Ялте невысока (в среднем 70 %), что определяет характер растительности и отражается на лечебном профиле курорта. Среднегодовое количество осадков — 609 мм. По зоне морозостойкости USDA Ялта держится в зоне 9а (растут без укрытия пальмы Трахикарпус Форчуна и Мартиуса, Вашингтония нитеносная, Сабаль малый, Сабаль пальмовидный, Рапидофиллум ежеиглый, Хамеропс, но из-за суровых зим, которые возникают случайно, примерно раз в 15 лет, когда температура опускается ниже −10 (USDA-зона 8а), следует укрывать: Вашингтония крепкая, Юбея, Бутия головчатая, Финик Канарский и Финик Теофраста). В Ялте нет обычной для средней полосы сезонности. Год делится условно на три периода: жаркий (с июня по август) — среднесуточная температура +25 °С, тёплый (апрель-май и сентябрь-октябрь) — среднесуточная температура +15…+20 °С и прохладный (с ноября по март) — среднесуточная температура +5…+10 °С, но иногда случаются суровые (для субтропического климата) зимы (1928/29, 1939/40, 1949/50, 1984/85, 2005/2006 и 2011/2012 гг.), когда средняя температура за месяц составляет [-0,3 °С] и ниже. Среднегодовая температура до 2000г составляла +13,0 °С, на момент 2024 г. = +13,8 °C, если учитывать только данные с 2001 года = +14,4 °С. То есть заметно как климат сильно теплеет, а среднегодовая температура 2024 года достигла значений = +16,1 °С !
За всю историю метеонаблюдений в Ялте 21 февраля 1985г была зафиксирована самая минимальная температура −12,3 °С 72 м над уровнем моря, а в Никитском ботаническом саду (в 7 км от Ялты) самая минимальная температура была −14,6 °С 207м н.у.м.

## Температура воды
| Показатель              | Янв. | Фев. | Март | Апр. | Май | Июнь | Июль | Авг. | Сен. | Окт. | Нояб. | Дек. |
| ----------------------- | ---- | ---- | ---- | ---- | --- | ---- | ---- | ---- | ---- | ---- | ----- | ---- |
| Средняя температура, °C | 9,8  | 8,7  | 8,7  | 10,4 | 16  | 21,6 | 24,6 | 25,2 | 22,6 | 18,4 | 14,6  | 11,4 |

## Климатограмма
| Показатель                                      | Янв.  | Фев.  | Март | Апр. | Май  | Июнь | Июль | Авг. | Сен. | Окт. | Нояб. | Дек. | Год   |
| ----------------------------------------------- | ----- | ----- | ---- | ---- | ---- | ---- | ---- | ---- | ---- | ---- | ----- | ---- | ----- |
| Абсолютный максимум, °C                         | 17,8  | 26,0  | 27,8 | 28,5 | 33   | 35   | 39,1 | 39,1 | 33,2 | 31,5 | 25,2  | 22,0 | 39,1  |
| Средний суточный максимум, °C                   | 7,1   | 7,1   | 9,5  | 14,4 | 19,8 | 24,7 | 28,2 | 28,4 | 23,4 | 17,8 | 12,4  | 8,6  | 16,8  |
| Средняя температура, °C                         | 4,4   | 4     | 6,1  | 10,7 | 15,8 | 20,6 | 24,1 | 24,1 | 19,3 | 14,2 | 9,2   | 5,9  | 13,2  |
| Средний суточный минимум, °C                    | 2,3   | 1,6   | 3,5  | 7,7  | 12,6 | 17,2 | 20,5 | 20,5 | 15,9 | 11,2 | 6,7   | 3,7  | 10,3  |
| Абсолютный минимум, °C                          | −12,2 | −12,3 | −7,3 | −3,8 | 2,8  | 7,8  | 12,4 | 10,0 | 3,9  | −1,1 | −8,9  | −7,4 | −12,3 |
| Норма осадков, мм                               | 76    | 60    | 51   | 33   | 34   | 36   | 31   | 46   | 41   | 53   | 68    | 83   | 612   |
| Температура воды, °C                            | 10    | 9     | 9    | 11   | 17   | 22   | 25   | 26   | 23   | 18   | 14    | 11   | 16    |
| Источник: Погода и климат, Туристический портал |       |       |      |      |      |      |      |      |      |      |       |      |       |

| Показатель                                  | Янв.  | Фев.  | Март | Апр. | Май  | Июнь | Июль | Авг. | Сен. | Окт. | Нояб. | Дек. | Год   |
| ------------------------------------------- | ----- | ----- | ---- | ---- | ---- | ---- | ---- | ---- | ---- | ---- | ----- | ---- | ----- |
| Абсолютный максимум, °C                     | 17,7  | 26,0  | 23,5 | 28,5 | 33   | 35   | 39,1 | 39,1 | 32,6 | 31,5 | 25,2  | 21,2 | 39,1  |
| Средний суточный максимум, °C               | 7,1   | 7,5   | 10,3 | 14,7 | 20,5 | 26,2 | 29,0 | 29,7 | 24,3 | 18,6 | 13,1  | 9,7  | 17,4  |
| Средняя температура, °C                     | 4,9   | 5,0   | 7,4  | 11,4 | 17,0 | 22,5 | 25,3 | 25,8 | 20,5 | 15,2 | 10,3  | 7,4  | 14,3  |
| Средний суточный минимум, °C                | 3,0   | 2,7   | 4,8  | 8,6  | 13,8 | 19,0 | 21,7 | 22,1 | 17,1 | 12,1 | 7,9   | 5,4  | 11,4  |
| Абсолютный минимум, °C                      | −12,2 | −10,1 | −5,6 | −3,8 | 5,4  | 9,6  | 12,5 | 14,0 | 5,3  | −0,8 | −4,5  | −7,4 | −12,2 |
| Норма осадков, мм                           | 77    | 60    | 48   | 32   | 36   | 37   | 31   | 46   | 42   | 53   | 62    | 86   | 609   |
| Источник: Погода и Климат, Архив погоды RP5 |       |       |      |      |      |      |      |      |      |      |       |      |       |

| Показатель                    | Янв. | Фев. | Март | Апр. | Май  | Июнь | Июль | Авг. | Сен. | Окт. | Нояб. | Дек. | Год  |
| ----------------------------- | ---- | ---- | ---- | ---- | ---- | ---- | ---- | ---- | ---- | ---- | ----- | ---- | ---- |
| Абсолютный максимум, °C       | 12,6 | 14,9 | 23,3 | 24,6 | 30,1 | 31,8 | 33,6 | 33,2 | 31,1 | 25,1 | 17,6  | 12,0 | 33,6 |
| Средний суточный максимум, °C | 8,0  | 8,0  | 10,5 | 17,4 | 22,6 | 26,9 | 29,0 | 30,0 | 24,2 | 19,7 | 11,6  | 8,9  | 18,3 |
| Средняя температура, °C       | 5,3  | 5,7  | 7,7  | 14,1 | 18,9 | 23,3 | 25,2 | 26,6 | 20,7 | 16,2 | 9,1   | 6,5  | 15,0 |
| Средний суточный минимум, °C  | 3,3  | 3,8  | 5,0  | 10,9 | 15,6 | 19,4 | 21,6 | 23,0 | 17,5 | 13,6 | 7,0   | 4,8  | 12,0 |
| Абсолютный минимум, °C        | −2,5 | −0,6 | −2,2 | 5,8  | 10,8 | 13,4 | 18,6 | 20,6 | 9,0  | 7,5  | 0,0   | 0,4  | −2,5 |
| Норма осадков, мм             | 95   | 67   | 93   | 3    | 46   | 22   | 114  | 10   | 136  | 34   | 83    | 82   | 655  |
| Источник: Погода и Климат     |      |      |      |      |      |      |      |      |      |      |       |      |      |

| Среднегодовая температура последних лет в Ялте | Среднегодовая температура последних лет в Ялте | Среднегодовая температура последних лет в Ялте | Среднегодовая температура последних лет в Ялте | Среднегодовая температура последних лет в Ялте |
| Год                                            | Среднегодовая температура                      | Отклонение от нормы                            | Абсолютный минимум                             | Абсолютный максимум                            |
| 2001 год, °C                                   | 13,7                                           | −0,6                                           | −7,4                                           | 35,1                                           |
| 2002 год, °C                                   | 13,9                                           | −0,4                                           | −9,3                                           | 35,7                                           |
| 2003 год, °C                                   | 12,8                                           | −1,5                                           | −4,4                                           | 31,6                                           |
| 2004 год, °C                                   | 13,3                                           | −1,0                                           | −7,0                                           | 34,0                                           |
| 2005 год, °C                                   | 13,9                                           | −0,4                                           | −4,7                                           | 34,3                                           |
| 2006 год, °C                                   | 13,2                                           | −1,1                                           | −10,2                                          | 36,3                                           |
| 2007 год, °C                                   | 14,7                                           | +0,4                                           | −5,3                                           | 36,6                                           |
| 2008 год, °C                                   | 14,0                                           | −0,3                                           | −6,5                                           | 35,3                                           |
| 2009 год, °C                                   | 14,4                                           | +0,1                                           | −6,1                                           | 34,2                                           |
| 2010 год, °C                                   | 15,1                                           | +0,8                                           | −5,8                                           | 39,1                                           |
| 2011 год, °C                                   | 13,3                                           | −1,0                                           | −3,7                                           | 34,7                                           |
| 2012 год, °C                                   | 14,6                                           | +0,3                                           | −10,1                                          | 36,5                                           |
| 2013 год, °C                                   | 14,3                                           | +0,0                                           | −4,0                                           | 35,0                                           |
| 2014 год, °C                                   | 14,7                                           | +0,4                                           | −5,7                                           | 36,2                                           |
| 2015 год, °C                                   | 14,5                                           | +0,2                                           | −6,8                                           | 34,0                                           |
| 2016 год, °C                                   | 14,4                                           | +0,1                                           | −9,7                                           | 35,8                                           |
| 2017 год, °C                                   | 14,2                                           | −0,1                                           | −5,7                                           | 36,8                                           |
| 2018 год, °C                                   | 14,9                                           | +0,6                                           | −2,5                                           | 33,6                                           |
| 2019 год, °C                                   | 14,9                                           | +0,6                                           | −0,2                                           | 35,2                                           |
| 2020 год, °C                                   | 15,0                                           | +0,7                                           | −6,0                                           | 36,0                                           |
| 2021 год, °C                                   | 14,1                                           | −0,2                                           | −6,0                                           | 35,8                                           |
| 2022 год, °C                                   | 14,4                                           | +0,1                                           | −4,2                                           | 33,7                                           |
| 2023 год, °C                                   | 15,5                                           | +1,2                                           | −2,0                                           | 37,0                                           |
| 2024 год, °C                                   | 16,1                                           | +1,8                                           | −4,2                                           | 38,0                                           |
| Средние значения                               | 14,4                                           |                                                | −5,6                                           | 35,3                                           |
| ---------------------------------------------- | ---------------------------------------------- | ---------------------------------------------- | ---------------------------------------------- | ---------------------------------------------- |

## Влажность воздуха
Несмотря на своё приморское положение, влажность воздуха в Ялте на 10-15 % меньше, чем в степном Крыму. Зимой относительная влажность воздуха достигает в среднем 75-80 %, а в июле, августе и сентябре она минимальна (55-60 %). При этом в периоды сильных фёнов она может опускаться до 3-5 %.
| Относительная влажность воздуха | Относительная влажность воздуха | Относительная влажность воздуха | Относительная влажность воздуха | Относительная влажность воздуха | Относительная влажность воздуха | Относительная влажность воздуха | Относительная влажность воздуха | Относительная влажность воздуха | Относительная влажность воздуха | Относительная влажность воздуха | Относительная влажность воздуха | Относительная влажность воздуха | Относительная влажность воздуха |
| Месяц                           | Янв                             | Фев                             | Мар                             | Апр                             | Май                             | Июн                             | Июл                             | Авг                             | Сен                             | Окт                             | Ноя                             | Дек                             | Год                             |
| Влажность воздуха, %            | 79                              | 78                              | 70                              | 68                              | 67                              | 65                              | 60                              | 55                              | 60                              | 70                              | 78                              | 79                              | 70                              |
| ------------------------------- | ------------------------------- | ------------------------------- | ------------------------------- | ------------------------------- | ------------------------------- | ------------------------------- | ------------------------------- | ------------------------------- | ------------------------------- | ------------------------------- | ------------------------------- | ------------------------------- | ------------------------------- |

## Ветровой режим
Ялта с 3 сторон плотно закрыта горами (к северу и северо-западу проходит Ялтинская яйла с горами Кемаль-Эгерек (1530 м), Джады-Бурун (1423 м), Лапата (1406 м), Эндек (1358 м), … ; к северо-востоку от неё отходит отрог Никитской яйлы с вершиной Авинда (1473 м), постепенно понижаясь к морю, он заканчивается мысом Никитским (Мартьян); к западу и юго-западу от Ялты высится конусообразная гора Могаби (804 м), южный склон её заканчивается у моря мысом Ай-Тодор, а за ней Ай-Петринская яйла с горами Рока (1349 м) и Ай-Петри (1234 м)), поэтому это один из самых тихих морских городов (вместе с Сочи). Средняя скорость ветра всего лишь 2 м/с. В основном, преобладают западные и восточные ветра (46 % и 36 % соответственно). Поэтому среднегодовая температура в Ялте самая высокая в Крыму и выше, чем, например, в Мисхоре на 0,3 °С (из-за западных и восточных фёнов после прохождения гор высотой 1250—1500 метров происходит повышение температуры воздуха на 5-6°С), но в зимний период времени в Мисхоре сказывается более сильное влияние моря, так как эти ветра приносят тепло моря (зимой вода теплее воздуха почти на 5°С). На побережье около моря почти круглый год дует очень сильный бриз, но он быстро затухает по мере удаления от моря и уже на расстоянии около 2 км малоощутим. В июне-июле у берегов Ялты могут возникать сгонно-нагонные ветра, которые уносят от берега в открытое море прогревшиеся слои воды, а на смену им из глубины поднимается куда более холодная вода (так называемая «низовка» или апвеллинг). Температура воды при таких ветрах за несколько часов может понизиться до +12…+18 °С. Обычно в течение 2-3 дней температура воды восстанавливается. Сгонные явления у берегов Ялты наблюдаются практически ежегодно. В среднем бывает до 3-х сгонов за год.
7—8 февраля 2012 года Ялту поразил огромной силы шторм, аналогичный которому наблюдался лишь в 1980-х годах. Мощность шторма составила, по разным оценкам, от 6 до 8 баллов. Волнами была серьёзно повреждена набережная, не только в своей нижней части, но и в верхней. Местами разрушено гранитное покрытие променада, получили повреждения фонари, освещающие набережную. Как подсчитали в мэрии Ялты, ущерб от стихии составил 520 000 долларов. Чтобы устранить последствия чрезвычайной ситуации и успеть подготовиться к курортному сезону, городской совет Ялты принял решение обратиться за помощью в Совет министров Автономной Республики Крым.
| Скорость ветра      | Скорость ветра | Скорость ветра | Скорость ветра | Скорость ветра | Скорость ветра | Скорость ветра | Скорость ветра | Скорость ветра | Скорость ветра | Скорость ветра | Скорость ветра | Скорость ветра | Скорость ветра |
| Месяц               | Янв            | Фев            | Мар            | Апр            | Май            | Июн            | Июл            | Авг            | Сен            | Окт            | Ноя            | Дек            | Год            |
| Скорость ветра, м/с | 2,1            | 2,1            | 2,0            | 1,8            | 1,7            | 1,6            | 1,7            | 1,8            | 1,9            | 1,9            | 1,9            | 2,0            | 1,9            |
| ------------------- | -------------- | -------------- | -------------- | -------------- | -------------- | -------------- | -------------- | -------------- | -------------- | -------------- | -------------- | -------------- | -------------- |

## Осадки
Ялта является одним из самых увлажнённых крупных городов Крыма. Так, среднегодовое количество осадков в её городской черте составляет около 600 мм. Для сравнения: в Джанкое — около 350 мм; в Севастополе — 387 мм, в Феодосии — 398 мм, в Симферополе 443 мм. Но это средние цифры, выведенные из многолетних наблюдений. По отдельным годам они колеблются в пределах между 334 и 657 мм. При этом в городе случаются и сильные ливни, приводящие к сходу селевых масс по ущельям рек Водопадная (Учан-Су) и Быстрая (Дерекойка). В результате потепления климата тропические ливни происходят в Ялте теперь почти ежегодно летом в ночной период времени (при этом с апреля по октябрь в основном днем полностью безоблачное небо). Так, 7 и 8 января 1958 года в городе выпало 149 мм осадков, с 14 по 17 сентября 2002 года выпало 155 мм осадков, в июле 2018 года выпало 114 мм осадков (из них 47 мм 14 июля, а остальные в течение 4 ночей), в сентябре 2018 года 136 мм осадков (из них 115 мм выпало 6 и 7 сентября), а 18 июня 2021 года 134 мм осадков (за ночь и первую половину дня), что после 1922 года является самым большим результатом (тогда выпало 190 мм осадков за день). Таким образом, из-за достаточно высоких гор, задерживающих влагу и ветра, субтропический средиземноморский климат Ялты имеет скорее полувлажный, а не классический сухой характер. Относительно плохая вентилируемость окрестностей Ялты и полувлажный характер её климата осложняют экологическую обстановку и делают некоторые другие города и поселки Южного берега Крыма (Алупка, Алушта, Судак) в жаркий летний период более благоприятными для отдыха, лечения и проживания. Это подметил ещё знаменитый врач Боткин, который писал: «Алушта здоровее Ялты, там во время летней жары воздух непрерывно обновляется тягою через горные проходы по сторонам Чатыр-Дага». Несмотря на все это, Ялта — один из самых солнечных городов Крыма (высокие горы без перевалов уверенно сдерживают все облака). В городе бывает только 44 дня без солнца, то есть 322 дня в году светит солнце. И по числу ясных дней Ялта вместе с Анапой явные лидеры на всем побережье Чёрного моря не только летом, но и в любой месяц года. Меньшее число солнечных часов, чем в других городах Крыма, получается только из-за того, что город плотно закрыт с западных направлений горами и после 4-6 часов дня солнце постепенно начинает скрываться в облаках над горами или за горами, чем пользуются туристы, нежелающие пользоваться укрытием от солнечного света.
| Число ясных, облачных и пасмурных дней при учёте общей облачности | Число ясных, облачных и пасмурных дней при учёте общей облачности | Число ясных, облачных и пасмурных дней при учёте общей облачности | Число ясных, облачных и пасмурных дней при учёте общей облачности | Число ясных, облачных и пасмурных дней при учёте общей облачности | Число ясных, облачных и пасмурных дней при учёте общей облачности | Число ясных, облачных и пасмурных дней при учёте общей облачности | Число ясных, облачных и пасмурных дней при учёте общей облачности | Число ясных, облачных и пасмурных дней при учёте общей облачности | Число ясных, облачных и пасмурных дней при учёте общей облачности | Число ясных, облачных и пасмурных дней при учёте общей облачности | Число ясных, облачных и пасмурных дней при учёте общей облачности | Число ясных, облачных и пасмурных дней при учёте общей облачности | Число ясных, облачных и пасмурных дней при учёте общей облачности |
| Месяц                                                             | Янв                                                               | Фев                                                               | Мар                                                               | Апр                                                               | Май                                                               | Июн                                                               | Июл                                                               | Авг                                                               | Сен                                                               | Окт                                                               | Ноя                                                               | Дек                                                               | Год                                                               |
| Ясных дней                                                        | 9                                                                 | 9                                                                 | 13                                                                | 16                                                                | 19                                                                | 22                                                                | 27                                                                | 25                                                                | 21                                                                | 18                                                                | 15                                                                | 12                                                                | 207                                                               |
| Облачных дней                                                     | 14                                                                | 13                                                                | 12                                                                | 10                                                                | 10                                                                | 7                                                                 | 4                                                                 | 6                                                                 | 8                                                                 | 10                                                                | 10                                                                | 11                                                                | 115                                                               |
| Пасмурных дней                                                    | 8                                                                 | 6                                                                 | 6                                                                 | 4                                                                 | 2                                                                 | 1                                                                 | 0                                                                 | 0                                                                 | 1                                                                 | 3                                                                 | 5                                                                 | 8                                                                 | 44                                                                |
| ----------------------------------------------------------------- | ----------------------------------------------------------------- | ----------------------------------------------------------------- | ----------------------------------------------------------------- | ----------------------------------------------------------------- | ----------------------------------------------------------------- | ----------------------------------------------------------------- | ----------------------------------------------------------------- | ----------------------------------------------------------------- | ----------------------------------------------------------------- | ----------------------------------------------------------------- | ----------------------------------------------------------------- | ----------------------------------------------------------------- | ----------------------------------------------------------------- |

| Число дней с различными явлениями | Число дней с различными явлениями | Число дней с различными явлениями | Число дней с различными явлениями | Число дней с различными явлениями | Число дней с различными явлениями | Число дней с различными явлениями | Число дней с различными явлениями | Число дней с различными явлениями | Число дней с различными явлениями | Число дней с различными явлениями | Число дней с различными явлениями | Число дней с различными явлениями | Число дней с различными явлениями |
| Месяц                             | Янв                               | Фев                               | Мар                               | Апр                               | Май                               | Июн                               | Июл                               | Авг                               | Сен                               | Окт                               | Ноя                               | Дек                               | Год                               |
| Дождь                             | 10                                | 9                                 | 9                                 | 6                                 | 4                                 | 3                                 | 1                                 | 1                                 | 2                                 | 6                                 | 9                                 | 9                                 | 69                                |
| Снег                              | 1                                 | 0                                 | 0                                 | 0                                 | 0                                 | 0                                 | 0                                 | 0                                 | 0                                 | 0                                 | 0                                 | 1                                 | 2                                 |
| --------------------------------- | --------------------------------- | --------------------------------- | --------------------------------- | --------------------------------- | --------------------------------- | --------------------------------- | --------------------------------- | --------------------------------- | --------------------------------- | --------------------------------- | --------------------------------- | --------------------------------- | --------------------------------- |

## Два микроклимата Ялты
Микроклимат в городе заметно отличается и условно разделяется холмом Дарсан на 2 местности — на восточную и западную Ялту, то есть в р-не рек Быстрая и Водопадная соответственно. В среднем в западной части Ялты немного теплее (на 0,3 °С). Причина этого в том, что минимальная температура наблюдается перед восходом солнца, а прямое утреннее солнце намного раньше начинает её подъём вверх именно на юго-западном участке местности Ялты, где никакие горы этому не мешают. При этом в западной части Ялты вечером по этой же причине немного холоднее, чем в восточной, то есть климат получается более ровный и более благоприятный. Также в западной части Ялты выпадает немного меньше осадков, чем в восточной части, так как Ай-Петринская Яйла находится в 2 раза дальше по расстоянию от города, чем Никитская Яйла (примерно 10 и 5 км соответственно). Все основные данные по Ялте с января 1955 года поступают из её более теплой западной части: улица Коммунаров, дом 8.